# Arnold Fanck
Arnold Fanck, né le 6 mars 1889 à Frankenthal et mort le 28 septembre 1974  à Fribourg-en-Brisgau, est un réalisateur allemand et un pionnier du cinéma de montagne.
Avec La Montagne sacrée, il fut l'un des réalisateurs allemands les plus prisés de son époque. Ce film est le fruit de sa première collaboration avec Leni Riefenstahl, future réalisatrice officielle du Troisième Reich.

## Biographie

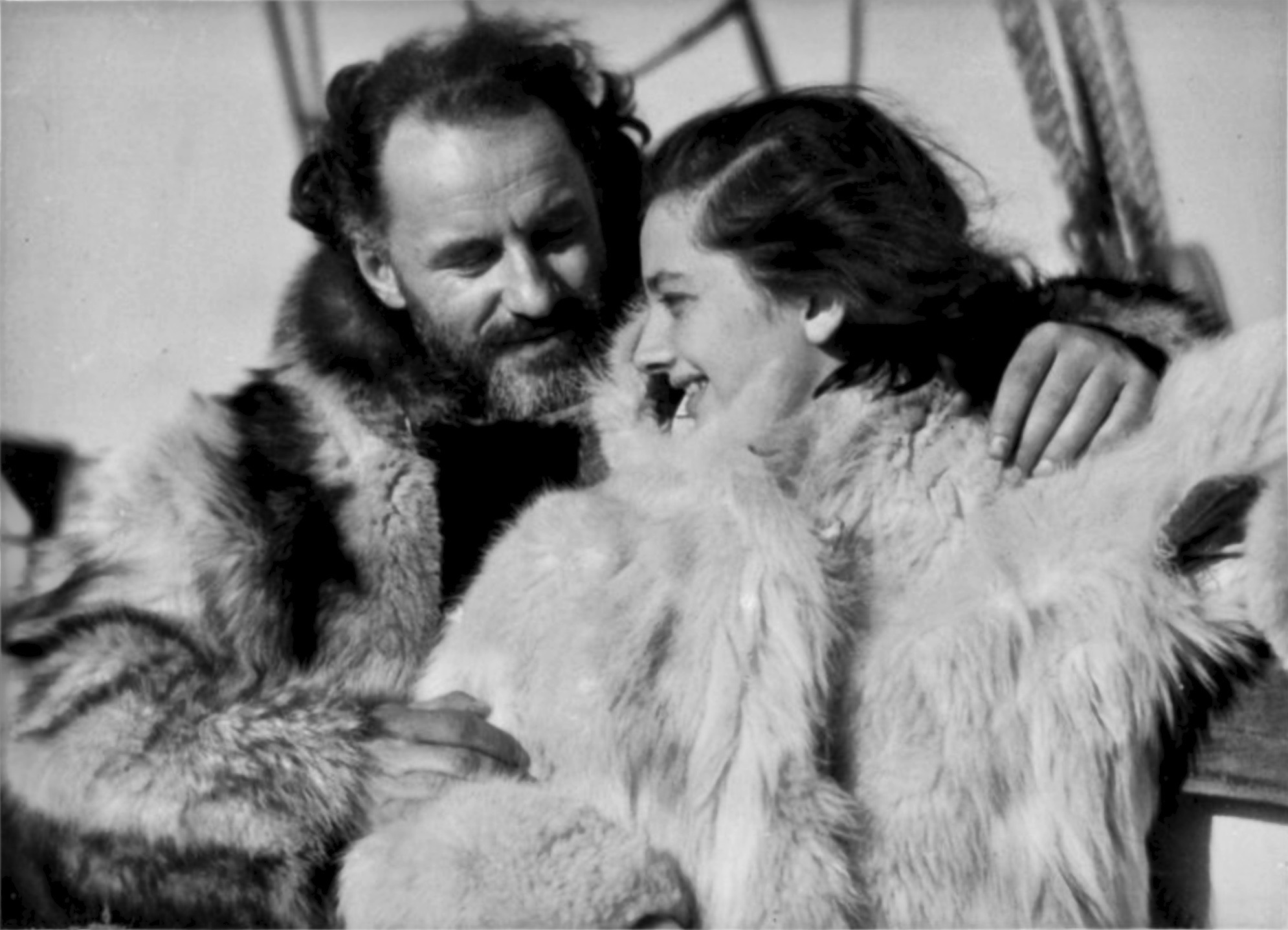
Arnold Fanck avec sa secrétaire et amante Elisabeth Kind en 1933 au Groenland pendant le tournage du film SOS Eisberg. En 1934, ils se sont mariés à Berlin.

Fanck étudie la géologie dans sa jeunesse et devient instructeur de ski. Il tourne en 1913 un premier film documentaire sur l'ascension du mont Rose qui fait de lui le pionnier allemand des films de nature, de sport et de montagne. Il fonde du reste en 1920 une société de production, la Berg-und Sportfilm GmbH Freiburg avec l'ethnologue Odo Deodatus Tauern, l'explorateur Bernhard Villinger et Rolf Bauer.
Il collabore à partir de 1924 avec Luis Trenker pour certains de ses films comme La Montagne du destin (Der Berg des Schicksals) ou La Montagne sacrée (Der heilige Berg). Il s'adjoint aussi les cadreurs Sepp Allgeier et Hans Schneeberger qui feront ensuite équipe avec Leni Riefenstahl. Il obtient son premier succès international avec le drame de montagne L'Enfer blanc du Piz Palü (Die weisse Hölle vom Piz Palü) qu'il a codirigé avec Georg Wilhelm Pabst. Ce film fut montré en Europe et aux États-Unis et projeté à nouveau en 1935 en version parlante.
Son film de 1931 Der weisse Rausch (littéralement : L'Ivresse blanche), présenté aux États-Unis en 1938 sous le titre Ski Chase, dans lequel Leni Riefenstahl joue une skieuse passionnée, rencontre un énorme succès en Allemagne, en Italie (Ebbrezza bianca) et dans d'autres pays d'Europe, alors que les sports d'hiver deviennent de plus en plus en vogue. Il tourne dans les Alpes qu'il fait connaître à un large public, notamment l'Engadine, Zermatt ou l'Arlberg.
Après l'arrivée des nazis au pouvoir en 1933, il est en butte à des difficultés économiques, les aides et permissions nécessaires lui étant refusées parce qu'il n'a pas adhéré au NSDAP. Qui plus est, son film sorti en 1934 Der ewige Traum (dont il tourne d'abord la même année une version française Rêve éternel, avec Henri Chomette), est produit par Gregor Rabinovitch qui est juif. Il accepte donc les offres du ministère japonais de la Culture de tourner des films sur la culture du Japon, comme La Fille du samouraï (1937) et d'autres.
Finalement, il retourne vers les studios allemands, dirige Ein Robinson en 1938-1939 et accepte de prendre sa carte du parti nazi en 1940. Il doit plus que jamais tourner des films en conformité avec le régime. Il tourne un film sur un combat en montagne et deux documentaires qualifiés de propagande par les Alliés après la guerre, un documentaire sur le mur de l'Atlantique en 1943 et un autre sur le sculpteur Arno Breker en 1944, son dernier film. Ces deux films lui seront fatals.
Il est interdit de tournage par les Alliés après la guerre et tous ses films sont interdits. Tombé dans la pauvreté, il devient ouvrier forestier.
Lorsque son film Rêve éternel est de nouveau projeté en 1957, au festival du film de montagne de Trente, il sort de l'anonymat et vend ses droits pour la télévision.

## Filmographie
- 1920 : Das Wunder des Schneeschuhs (de)
- 1921 : À l'assaut de la montagne : dans la tempête et la glace (Im Kampf mit dem Berge)
- 1922 : Eine Fuchsjagd auf Skiern durchs Engadin
- 1924 : La Montagne du destin (en) (Der Berg des Schicksals)
- 1926 : La Montagne sacrée (Der heilige Berg)
- 1927 : Le Grand Saut (Der große Sprung)
- 1928 : Der Kampf ums Matterhorn de Mario Bonnard et Nunzio Malasomma
- 1928 : Le Stade blanc (Das weiße Stadion)
- 1929 : L'Enfer blanc du Piz Palü (Die weiße Hölle vom Piz Palü)
- 1930 : Tempête sur le mont Blanc (Stürme über dem Mont Blanc)
- 1931 : L'Ivresse blanche (Der weiße Rausch : neue Wunder des Schneeschuhs)
- 1933 : SOS Iceberg
- 1933 : SOS Eisberg
- 1934 : Rêve éternel (Der ewige Traum)
- 1937 : La Fille du samouraï (Die Tochter des Samurai)
- 1940 : Ein Robinson
- 1941 : Kampf um den Berg : Eine Hochtour vor 20 Jahren
- 1943 : Josef Thorak, Werkstatt und Werk : Werkstatt und Werk
- 1944 : Arno Breker : Harte Zeit, starke Kunst
- 1944 : Atlantik-Wall